# Февраль 2010 года

Список событий февраля 2010 года.

## События
- 1 февраля
  - Решением 44-го президента США Барака Обамы закрыта американская программа «Созвездие», конечной целью которой было создание обитаемой базы на Луне[1].
  - Объявлены лауреаты музыкальных премий «Грэмми», в категории «Песня года» получила награду певица Бейонсе за композицию «Single Ladies», «лучшим альбомом года» был признан альбом Тейлор Свифт «Fearless»[2].
  - Смертница подорвала себя в шиитском районе Багдада. Погибло 46 человек и 160 получили ранения[3].
  - Президент Беларуси Александр Лукашенко подписал указ, регламентирующий доступ к Интернету, согласно которому интернет-провайдеры обязаны идентифицировать абонентские устройства пользователей, а владельцы интернет-кафе и компьютерных клубов, должны будут осуществлять идентификацию посетителей[4].
- 2 февраля
  - Украинскими спецслужбами были задержаны пятеро офицеров ФСБ России по подозрению в шпионаже[5].
- 3 февраля
  - Иран на ракете-носителе собственного производства «Кавошгар-3» отправил в космос капсулу с живыми организмами[6].
  - На аукционе Сотбис за 65 млн фунтов стерлингов продана скульптура «Шагающий человек I» Альберто Джакометти, это абсолютный рекорд по цене на произведение искусства[7][8].
  - Парламент Греции переизбрал действующего президента страны Каролоса Папульяса на второй пятилетний срок[9].
  - По данным южнокорейских спецслужб, председатель госплана КНДР Пак Нам Ки отстранён от должности за неудачную денежную реформу, проведённую в конце 2009 года[10].
  - В Анголе упразднён пост премьер-министра. Занимавший его Паулу Кассома возглавил Национальное собрание. Введён пост вице-президента страны, который занял Фернанду да Пьедаде Диаш душ Сантуш[11].
- 4 февраля
  - Государственный совет Татарстана наделил Рустама Минниханова полномочиями президента республики[12].
  - На Андаманских островах скончалась последняя носительница языка бо[13].
  - Ушёл в отставку победитель 25-и турниров сумо, ёкодзуна Асасёрю Акинори[14].
- 5 февраля
  - Внутренние войска МВД Украины отказались выполнять указ президента страны Виктора Ющенко об охране здания Центральной избирательной комиссии[15].
  - В Мюнхене открылась 46-я Конференция по вопросам безопасности[16].
  - Более 40 человек погибли в результате серии терактов в Кербеле (Ирак)[17].
  - Президент России Дмитрий Медведев утвердил военную доктрину страны[18].
- 6 февраля
  - Глава комитета по международным делам Коммунистической партии Китая направился в Пхеньян для возобновления переговоров с КНДР о прекращении её ядерной программы[19].
  - На встрече стран-участниц G7 было заявлено, что США, Великобритания, Франция, Германия, Италия, Япония и Канада спишут весь долг Республике Гаити, пострадавшей от разрушительных землетрясений[20].
  - Австралия подписала контракт на 60 миллиардов долларов на поставку угля производителям электроэнергии в Китае, это самое большое экспортное соглашение, заключенной Австралией[21].
- 7 февраля
  - Прошёл второй тур выборов президента Украины. С небольшим отрывом победил Виктор Янукович[22][23].
  - В Коста-Рике прошли президентские и парламентские выборы. Впервые в истории страны президентом избрана женщина — Лаура Чинчилья[24].
  - Президент Ирана Махмуд Ахмадинежад отдал распоряжение начать производство 20-процентного урана[25].
  - 6 человек погибли при взрыве[англ.] на электростанции Kleen Energy в городе Мидлтаун в штате Коннектикут.
- 8 февраля
  - К МКС по программе STS-130 стартовал шаттл «Индевор», который доставит на станцию модули «Купол» и «Транквилити»[26].
  - Президент Венесуэлы Уго Чавес подписал указ о введении чрезвычайного положения в электроэнергетике[27].
  - По данным Всемирной Организации Здравоохранения, в северных провинциях Папуа-Новой Гвинеи заразились холерой как минимум две тысячи человек[28].
- 9 февраля
  - Европейский парламент утвердил новый состав Еврокомиссии во главе с португальцем Жозе Мануэлем Баррозу[29].
  - Президент Шри-Ланки Махинда Раджапаксе распустил национальный парламент[30].
  - Польша отозвала из Белоруссии своего посла в связи с событиями в белорусском городе Ивенец, где сотрудники силовых структур заняли здание польской общины[31].
- 10 февраля
  - Полиция Шри-Ланки разогнала массовые акции протеста оппозиции вызванные арестом их лидера Саратха Фонсека[32].
  - Новым президентом Дагестана стал Магомедсалам Магомедов[33].
  - В Греции начались массовые забастовки государственных служащих из-за непопулярных мер правительства по борьбе с экономическим кризисом[34].
  - Парламент Нигерии официально утвердил вице-президента Гудлака Джонатана в качестве исполняющего обязанности главы государства[35].
- 11 февраля
  - C космодрома на мысе Канаверал запущена ракета-носитель «Атлас-5» с новейшей обсерваторией для изучения Солнца на борту[36].
  - Президент Ирана Махмуд Ахмадинежад заявил, что Тегеран произвёл первую партию обогащённого до 20 % урана[37].
  - Острова Кука подверглись удару урагана «Рене», на острове Аитутаки введено чрезвычайное положение[38].
- 12 февраля
  - Сергей Багапш принёс присягу в качестве президента Абхазии[39].
  - Американские военные впервые сумели с помощью лазера воздушного базирования сбить баллистическую ракету[40].
  - Власти Финляндии дали окончательное разрешение на прокладку газопровода «Северный поток»[41].
- 13 февраля
  - В Ванкувере открылись Зимние Олимпийские игры 2010 года[42].
  - Президент Кот-д’Ивуара Лоран Гбагбо распустил правительство и избирательную комиссию страны. Премьер-министру Гийому Соро поручено сформировать новое правительство[43].
  - Премьер-министром Абхазии назначен Сергей Шамба[44].
  - В Афганистане началась крупная наступательная операция коалиционных сил «Моштарак»[45].
- 14 февраля
  - 33-ю регату на кубок Америки выиграла команда BMW Oracle, созданная миллиардером Ларри Эллисоном[46].
  - ЦИК Украины объявил Виктора Януковича избранным президентом[47].
  - На севере Йемена разбился военный вертолёт. В результате погибли 13 человек, ещё несколько получили ранения[48].
- 15 февраля
  - Ливийские власти прекратили выдачу виз гражданам государств Шенгенской зоны[49].
  - При лобовом столкновении поездов под Брюсселем погибли 18 человек, ещё 171 получили ранения[50].
  - В Могадишо министру обороны Сомали Юсуфу Мохаммеду Сияду удалось выжить при покушении, после того как в его автомобиль врезалась машина со взрывчаткой[51].
  - По итогам всеобщих выборов в Ангилье оппозиционное Объединённое Движение Ангильи заняло большинство мест в Ассамблее Ангильи, одержав победу над правительственным Объединённым Фронтом Ангильи[52].
- 16 февраля
  - В ЭКОВАС избрано новое руководство. Президентом Комиссии стал ганец Джеймс Виктор Гбехо, а председателем — и. о. президента Нигерии Гудлак Джонатан[53].
  - Приведено к присяге новое правительство Ангильи во главе с главным министром Хьюбертом Хьюзом[54].
- 17 февраля
  - Высший административный суд Украины приостановил действие окончательного протокола ЦИКа, согласно которому избранным президентом был объявлен Виктор Янукович[55].
  - Британское подразделение Reader's Digest подало прошение в администрацию на защиту от банкротства[56].
  - Расшифрован геном бушменов, самой древней наследственной линии современного человека[57].
- 18 февраля
  - Глава секретариата Рамочной конвенции ООН об изменении климата Иво де Бур подал в отставку[58].
  - В Нигере произошёл военный переворот[59].
  - Вступил в должность новый президент Хорватии Иво Йосипович[60].
  - XXI зимние Олимпийские игры: лыжник Никита Крюков принес сборной России первую золотую медаль[61].
  - Таран самолётом в Остине.
- 19 февраля
  - Премьер-министр Австралии Кевин Радд потребовал от Японии прекратить китобойный промысел, пригрозив в противном случае возбудить против Токио процесс в Международном уголовном суде в Гааге[62].
  - Президент Туркмении Гурбангулы Бердымухамедов призвал желающих создать оппозиционную политическую партию, для развития страны «на принципах истинной демократии»[63].
  - Римская католическая церковь причислила к лику святых монахиню Марию Маккиллоп, это первая канонизированная в Католической церкви австралийка[64].
- 20 февраля
  - Фильм «Мёд» турецкого режиссёра Семиха Капланоглу получил Золотого медведя на Берлинском кинофестивале. Российская лента «Как я провёл этим летом» Алексея Попогребского удостоена трёх Серебряных медведей[65].
  - Более 30 человек погибли в результате сильного наводнения на острове Мадейра[66].
  - В марокканском городе Мекнес из-за обрушения минарета погиб 41 человек и ещё 75 получили ранения[67].
  - Многотысячная демонстрация против президента Кот-д'Ивуара Лорана Гбагбо в Буаке переросла в массовые беспорядки[68].
  - В Нидерландах распалась правящая коалиция из-за разногласий по вопросу о выводе войск из Афганистана[69].
- 21 февраля
  - Война в Афганистане:
    - В результате авиаудара сил НАТО в Афганистане погибло 27 мирных жителей[70].
    - Премьер-министр Нидерландов Ян Петер Балкененде подтвердил, что голландский военный контингент будет выведен из Афганистана в августе 2010 года[71].
- 22 февраля
  - В Турции, по обвинению в подготовке государственного переворота, арестованы около 50 военных, в том числе несколько генералов и адмиралов[72].
  - Великобритания начала добычу нефти в районе Фолклендских островов, что вызвало обострение территориального спора вокруг этих островов между Великобританией и Аргентиной[73].
- 23 февраля
  - Премьер-министр Дании Ларс Лёкке Расмуссен провёл перестановки в правительстве. 7 министров покинули кабинет, а 10 поменяли должности[74].
  - Военная хунта Нигера назначила нового премьер-министра. Им стал бывший министр информации Махамаду Данда[75].
  - В результате взрыва на шахте Дурсунбей в турецкой провинции Балыкесир погибли 17 человек[76].
  - Американский концерн General Motors завершил сделку по продаже своего шведского подразделения Saab производителю спортивных автомобилей Spyker Cars (Нидерланды)[77].
  - Иранские истребители перехватили киргизский пассажирский самолёт для ареста двух террористов[78].
  - Обрушился памятник основателям Киева[79].
- 24 февраля
  - В штате Юта найдены черепа Abydosaurus, нового вида зауропод[80].
  - Власти Кот-д'Ивуар под давлением проходящих в этой стране массовых беспорядков приняли решение собрать распущенную ранее Центральную избирательную комиссию и сформировать новое правительство[81].
- 25 февраля
  - Президент Венесуэлы Уго Чавес заявил о том, что его страна выйдет из Межамериканской комиссии по правам человека после того, как эта организация опубликовала доклад с критикой венесуэльского правительства[82].
  - Виктор Янукович вступил в должность президента Украины[83].
  - Застрелен глава Службы национальной безопасности Алжира Али Тунси[84].
  - Министерство юстиции Гондураса выдало ордер на арест свергнутого президента Мануэля Селайи[85].
- 26 февраля
  - Бундестаг одобрил увеличение контингента бундесвера в Афганистане[86].
  - Лучшим небоскрёбом 2009 года по версии банка данных об объектах недвижимости Emporis названо здание Аква в Чикаго[87].
  - Не менее 24 человек погибли в давке у главной мечети города Томбукту в Мали[88].
  - Несколько взрывов прогремели в центре Кабула. Погибло 17 человек, более 30 ранены[89].
  - Муаммар Каддафи в знак протеста против запрета на строительство минаретов в Швейцарии призвал к священной войне (джихаду) против этой страны[90].
- 27 февраля
  - В своей квартире найден мёртвым известный российский актёр Владислав Галкин[91].
  - В Чили произошло землетрясение магнитудой 8,8. В городе Консепсьон имеются разрушения и погибшие[92].
- 28 февраля
  - На Олимпийских играх в Ванкувере сборная Канады выиграла мужской хоккейный турнир, завоевав стране 14-ю золотую медаль, тем самым Канада побила рекорд СССР и Норвегии по количеству золотых медалей на одной зимней олимпиаде[93].
  - В Японии объявлена эвакуация 10 тысяч человек в связи с возможным цунами, ставшим следствием землетрясения в Чили. По мере поступления данных метеорологическое управление Японии объявило об отмене всех предупреждений о цунами[94].
  - В Таджикистане начались парламентские выборы[95].
  - На Западную Европу обрушился ураган «Ксинтия», есть жертвы, сотни тысяч домов остались без электричества[96].